# JUNOS
JUNOS (JUNiper Operating System) は、ジュニパーネットワークスのほとんどのルーターで使用されている組み込みオペレーティングシステムである。

## 機能
- ルーティング - IPv4/v6に基づくルーティング。
- モジューラリティ - モジュール構成のソフトウェア。
- セキュリティ
- ポリシー制御
- スタンダードベース

## アーキテクチャ
モジューラ構造を採用。FreeBSDカーネルをベースとしている。Cisco IOSと違い、異なる機種で同一のオペレーティングシステム (OS) が採用されるケースが多い。

## バージョニング
Junosのアップデートバージョンは1998年より90日ごとにリリースされる。